# Тронь Сергій Миколайович
Тронь Сергій Миколайович (*нар. 18 вересня 1984 року) – український підприємець, інвестор та засновник компанії «White Rock Management», власник франшизи найбільшого галузевого видання Bitcoin Magazine в Україні та країнах Східної Європи.

## Сім’я та освіта
Народився 18 вересня 1984 року у м. Кам'янське, Дніпропетровської області.
Завершив Дніпродзержинський державний технічний університет за спеціальністю «технологія машинобудування».
Здобув другу вищу освіту здобув у Національному юридичному університеті ім. Ярослава Мудрого, магістр права.

## Кар'єра
Розпочав кар’єру у сфері нафтопереробки, оптових продаж палива та вантажних автоперевезень. 2006 року очолив ТОВ «СТ-Транс» в місті Кам'янське.
2009 року заснував ТОВ «Екоойл» (м. Донецьк) з видобутку нафти та виробництва продуктів нафтопереробки.
2012 року заснував компанію «Глобал Фінансіал Менеджмент Груп», що працює у сфері оптової торгівлі, та консультацій. 
2016 року розпочав бізнес у сфері криптофінансів, заснувавши низку IT-компаній, які у 2018 році були об’єднані у «White Rock Management» — вертикально інтегрований холдинг, що спеціалізується на створенні багатофункціональних дата-центрів по всьому світу та інвестує у технології штучного інтелекту, потокових обчислень, рендерингу та блокчейну. Філіали холдингу відкриті у США та Швеції. У США White Rock Management планує відкрити новий центр обробки даних.
«White Rock Management» приєдналася до ініціативи Crypto Climate Accord метою якої є досягнення нульових викидів CO2 у криптоіндустрії. Також компанія підтримує Sustainable Bitcoin Protocol (протокол сертифікації «зеленого» біткойна), які будуть отримувати майнери, що використовують відновлювальні джерела енергії.
У 2021 році Сергій Тронь став видавцем Bitcoin Magazine в Україні та країнах Східної Європи та Центральної Азії. Bitcoin Magazine – це найбільше та найавторитетніше видання про Біткойн у світі, засноване у 2012 році. Щорічно майже 12 млн людей читають Bitcoin Magazine, слухають подкасти видання та дивляться його відео. У 2021 році видання почало працювати в Україні, офіс Bitcoin Magazine Україна був відкритий восени 2022 року.